# Братищев, Василий Фёдорович
Васи́лий Фёдорович Брати́щев (1714 — не ранее май 1765) — российский переводчик, дипломат XVIII века.

## Биография
Родился в 1714 году в семье церковника. В 1723—1732 годы обучался латинскому языку и наукам в Заиконоспасских школах (Москва). С июня 1732 года изучал ориентальные языки в Коллегии иностранных дел у Г. Я. Кера.

### Дипломатическая служба

#### Миссия в Персию
С 1735 года в качестве студента от Коллегии иностранных дел состоял при посольстве в Персии, изучал арабский и персидский языки при асессоре-переводчике Муртазе Тевкелеве, привлекался к работе в канцелярии. С 15 (26) февраля 1742 — переводчик при резиденте И. П. Калушкине. С 13 (24) мая 1743 года — российский резидент (по 1745) в Реште, Гяндже и Дербенте. Коллегия иностранных дел отмечала его знание местных дел и усердие в службе.
В 1747 году по указу и собственному прошению выехал в Россию, состоял «без всякаго жалованья» при Коллегии иностранных дел. В эти годы Коллегия иностранных дел разбирала донесения консула в Персии И. И. Бакунина, в которых он обвинял В. Ф. Братищева в защите интересов Персии, в получении взяток и подарков от шаха, в желании принять персидское подданство, в беспричинных представлениях о «начатии с Персиею войны» и «о отвращении в Персию посольства», а также в пьянстве и предосудительных поступках. Обвинения были признаны не обоснованными и сомнительными; 30 мая (10 июня) 1756 года императорским указом В. Ф. Братищев был пожалован в советники канцелярии с годовым жалованьем 1200 руб., ему были выплачены деньги «за прежнее время» по 600 рублей в год.

#### Миссия в Китай
30 мая (10 июня) 1756 года императорским указом советник императорской канцелярии В. Ф. Братищев в ранге дипломатического курьера был направлен в Китай, чтобы «домогаться у китайского богдыхана прислать сюда посольство» и «исходатайствовать позволение от китайского двора свободного проходу нашим судам по реке Амуру с хлебом и другими припасами для гарнизонов в крепости и остроги по северо-восточным берегам».
В. Ф. Братищев выехал из Москвы 27 января (7 февраля) 1757 года, 29 августа (9 сентября) 1757 прибыл в Пекин. 30 августа (10 сентября) 1757 был принят в Лифаньюане, где вручил привезённые им листы; 11 (22) сентября 1757 в городе Жехе (в 30 верстах от Хара-Хото), где богдыхан находился со всею знатью и министрами на охоте, был принят цинскими министрами, вручил им послание Российского сената с просьбой о пропуске русских судов по Амуру с провиантом для Охотского и Удского острогов, изложив при этом задачу своей миссии. Миссия Братищева потерпела неудачу: на главные его ходатайства дан был отказ; богдыхан согласился лишь допустить в Пекин студентов для изучения китайского и манчжурского языков. Неудача переговоров объяснялась влиянием на богдыхана фаворита Фугуна, а также ведением дела через иезуитов, которые, конечно, не имели оснований помогать представителю России.
4 (15) октября 1757 года В. Ф. Братищев отправился из Пекина в обратный путь и прибыл в Петербург 12 (23) июля 1758, где доложил также о намерении китайского правительства отправить большую армию на селенгинскую границу.
Служил в Штатс-конторе, с мая 1764 — в Юстиц-конторе в чине советника канцелярии; 11 (22) июня 1764 пожалован в статские советники. Отказавшись от службы в Юстиц-конторе, подал прошение об увольнении на два года с сохранением жалованья, которое было удовлетворено 2 (13) сентября 1764 года. 18 (29) апреля 1765 года подал в отставку из-за ослабевшего здоровья «… и за дряхлостию»; прошение было удовлетворено, но без «награждения пенсионом» из-за не достигнутых 35 лет выслуги.

### Семья
В 40 лет оставался холостым.

## Исследования историков
В 1890 году П. А. Людин разыскал в астраханском губернском архиве 6 подлинных «концептов» Братищева к канцлеру князю А. М. Черкасскому за время с 5 по 30 октября 1742 года. Донесения эти касаются намерений шаха Надира начать войну с Россией, о чём Братищев писал и генерал-лейтенанту А. И. Тараканову, командующему пограничными войсками, «дабы он ездою своею в Кизлярскую крепость ускорял». Благодаря знакомству Братищева с персидским языком, в его донесениях находятся любопытные сведения о положении дел в Персии. Указывая на необходимость строгости в обращении с жителями Востока, Братищев рекомендует вести здесь прежнюю неуклонную политику. Более подробное развитие его взглядов на современное ему положение Персии находится в большом сочинении, изданном им в 1763 году.

## Избранные труды
- Братищев В. Ф. Известие о произшедших между шахом Надыром и старшим его сыном Реза-Кулы-Мирзою, печальных приключениях в Персии 1741 и 1742 годов. — СПб.: При Имп. Акад. наук, 1763. — [8], 54 с.
- Братищев В. Ф. Осведомление или некоторое поверение Вольтеровых о Китае примечаний, собранное в краткую Братищева бытность в Пекине // Опыт трудов Вольного российского собрания. — М., 1783. — Ч. 6.[26]
  - Братищев В. Ф. Осведомление или некоторое поверение Вольтеровых о Китае примечаний, собранное в краткую Братищева бытность в Пекине // Русско-китайские отношения в XVIII веке: Документы и материалы. — М.: Памятники исторической мысли, 2011. — Т. 6: Русско-китайские отношения: 1752—1765 / отв. ред. С. Л. Тихвинский. — С. 331—348. — ISBN 5-88451-032-2.

## Комментарии
1. ↑  В документе, подписанном 28 февраля (11 марта) 1754, В. Ф. Братищев указал о себе «от роду своего сорок первой год имеет»[7].
2. ↑  в Гиляне [См. Уляницкий В. А. Русские консульства за границей в XVIII в. — М., 1899. — Ч. 2, Прил. № 96. — С. СССХXVIII. — цит. по Б. М. Данциг, 1959[9]].
3. ↑  В 1742-м годе … переводчиком произведен с жалованьем по триста рублев в год[7].
4. ↑  В. Ф. Братищев исполнял обязанности резидента в апреле и мае 1742, во время болезни И. П. Калушкина[10], и после его смерти, последовавшей 30 ноября 1742[12].
5. ↑  В «Дипломатическом собрании дел…» указана дата прибытия — 26 сентября; запись считается неточной. Дата прибытия 29 августа приведена в журнале миссии[19].